# Silnice II/312
Silnice II/312 je silnice II. třídy spojující města Choceň, Žamberk, Králíky a Hanušovice přes pohoří Orlických hor.
Silnice směřuje přibližně západo-východním směrem. Začíná v Chocni na kruhovém objezdu v blízkosti centra města. Okamžitě prudce vystoupá ze zástavby za pomoci serpentin a vede přibližně východním směrem na obec Mostek, kde odbočuje z hlavní silnice Brandýs nad Orlicí vlevo. Dále pokračuje mimo obce do Českých Libchav, kde po krátkém souběhu se silnicí I/14 nabírá více severovýchodní směr. Vede přes obce Hejnice a Dlouhoňovice do Žamberka. Přes jeho centrum a východní část je vedena v souběhu se silnicí I/11. Již mimo město z ní odbočuje vlevo a pokračuje opět přibližně východním směrem přes Líšnici k vodní nádrži Pastviny, kterou překonává po betonovém mostě. Přes Vlčkovice pokračuje do Mladkova, kde křižuje silnici II/311, a Lichkova. Za ním se k ní zleva od polských hranic připojuje silnice I/43, se kterou je vedena v souběhu přes Dolní Lipku do Králík. Zde se s I/43 na kruhovém objezdu opět rozbíhá a pokračuje přes Červený Potok do údolí řeky Moravy, kterou sleduje po zbytek trasy. Následuje Malá Morava a Vlaské. Na západním okraji Hanušovic přechází do souběhu se silnicí II/446 od Starého Města a v centru Hanušovic končí na křižovatce se silnicí II/369 Šumperk–Jeseník. Téměř v celé trase vede silnice náročným kopcovitým terénem, v závěru pak hluboce zaříznutým údolím. Hřeben Orlických hor překonává mezi obcemi Pastviny a Mladkov.

## Význam

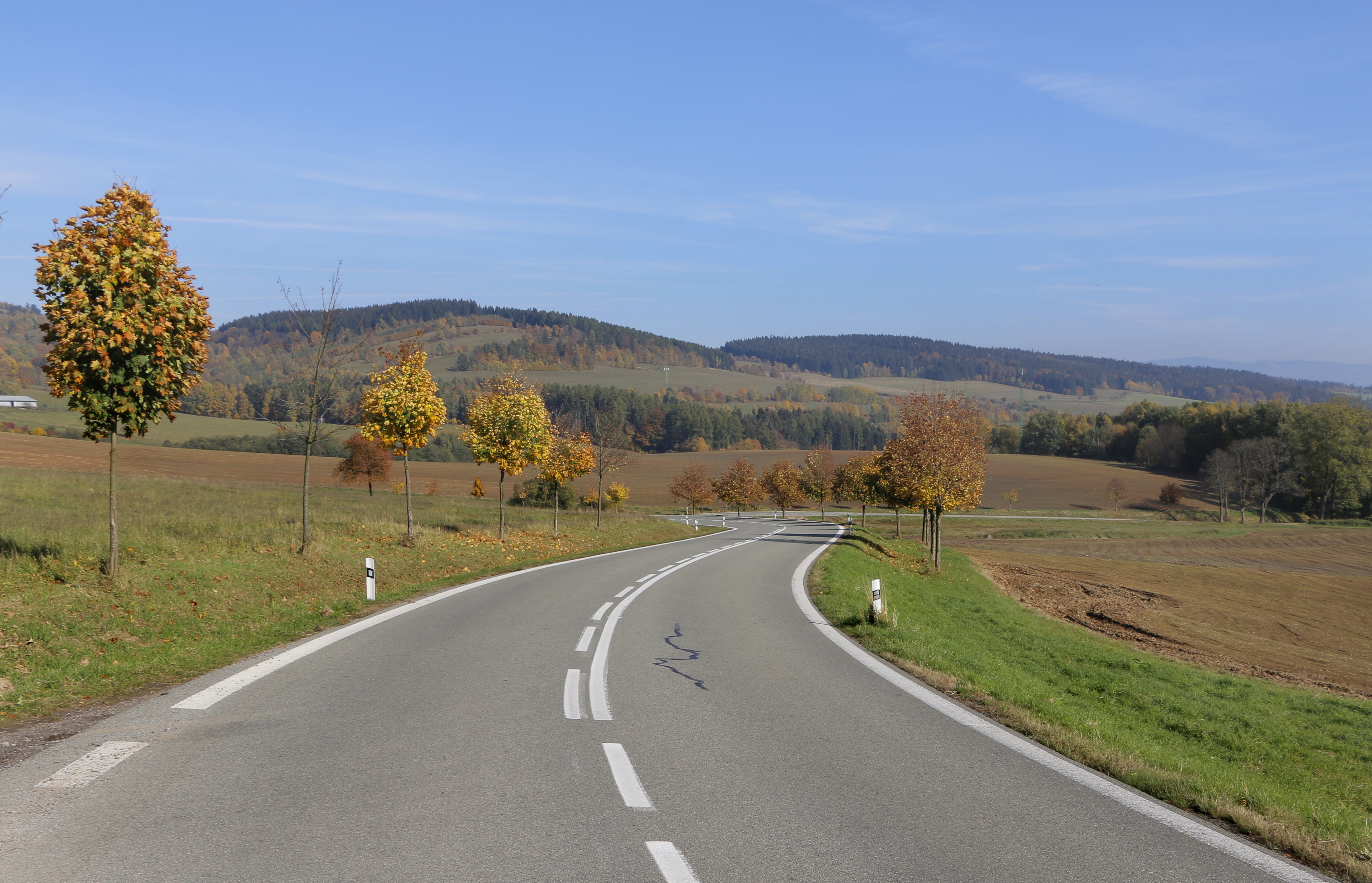
Východní část silnice u Mladkova

Ve své západní části mezi Chocní a Žamberkem slouží silnice převážně regionální dopravě. Ve střední části mezi Žamberkem a Králíky tvoří paralelu k silnici I/11, díky které je možné se vyhnout stoupání na Červenovodské sedlo. Není ovšem vhodná pro rozměrná nákladní vozidla kvůli nízkému podjezdu trati 024 v Lichkově. Autobusové linky Praha – Hradec Králové – Jeseník jsou vedeny výhradně po II/312. Východní část mezi Králíky a Hanušovicemi je v návaznosti na obě výše popsané paralelní varianty součástí nejkratšího spojení mezi Prahou a Jeseníkem.